# 褐头鹀
褐头鹀（学名：Emberiza bruniceps）为雀科鹀属的鸟类，俗名红头雀、紅头鹀。分布于俄罗斯、伊朗、哈薩克、吉爾吉斯、塔吉克、土庫曼、烏茲別克、阿富汗、印度、孟加拉和中國。多见于开阔地区的草原、半荒漠的灌丛和草丛中、也在沙漠的小绿洲和山区荒地、常在多水的人造景观中和住宅附近的树上以及一般在海拔1000m左右高处。该物种的模式产地在土庫曼。
主要在中亞國家繁殖，繁殖期為5至7月，會遷徒至印度和孟加拉越冬。在西歐、台灣本種是迷鳥，但亦可能在此繁殖且容易和圈養逃出的個體混淆。容易混淆的原因是因為這個物種比其相關的黑頭鹀（Emberiza melanocephala）更常見，儘管後者物種的繁殖範圍更偏西。有英國的報告指出本種在英國的數量急遽下降，與受到鹀科物種自部分亞洲非法鳥類貿易進口之衝擊相吻合。
褐頭鹀會在開闊的灌木叢甚至農地中繁殖。每巢通常產三至五個蛋。食物主要以種子為食，在需要餵養幼鳥時會捕蟲。
褐頭鹀長17厘米，比蘆鵐（Emberiza schoeniclus）大並且尾羽更長。繁殖期時雄性下半部呈亮黃色，上半部呈綠色，臉和胸部呈褐紅色。
雌性是雄性的褪色版，下半部顏色較淺呈灰褐色，頭部為灰色。幼鳥外表跟雌性成鳥很相似，這時羽色和黑頭鹀（Emberiza melanocephala）高度相像也容易被混淆。
褐頭鹀的叫聲偏高音，為略沙啞的sweet-sweet-churri-churri-churri。

## 圖輯

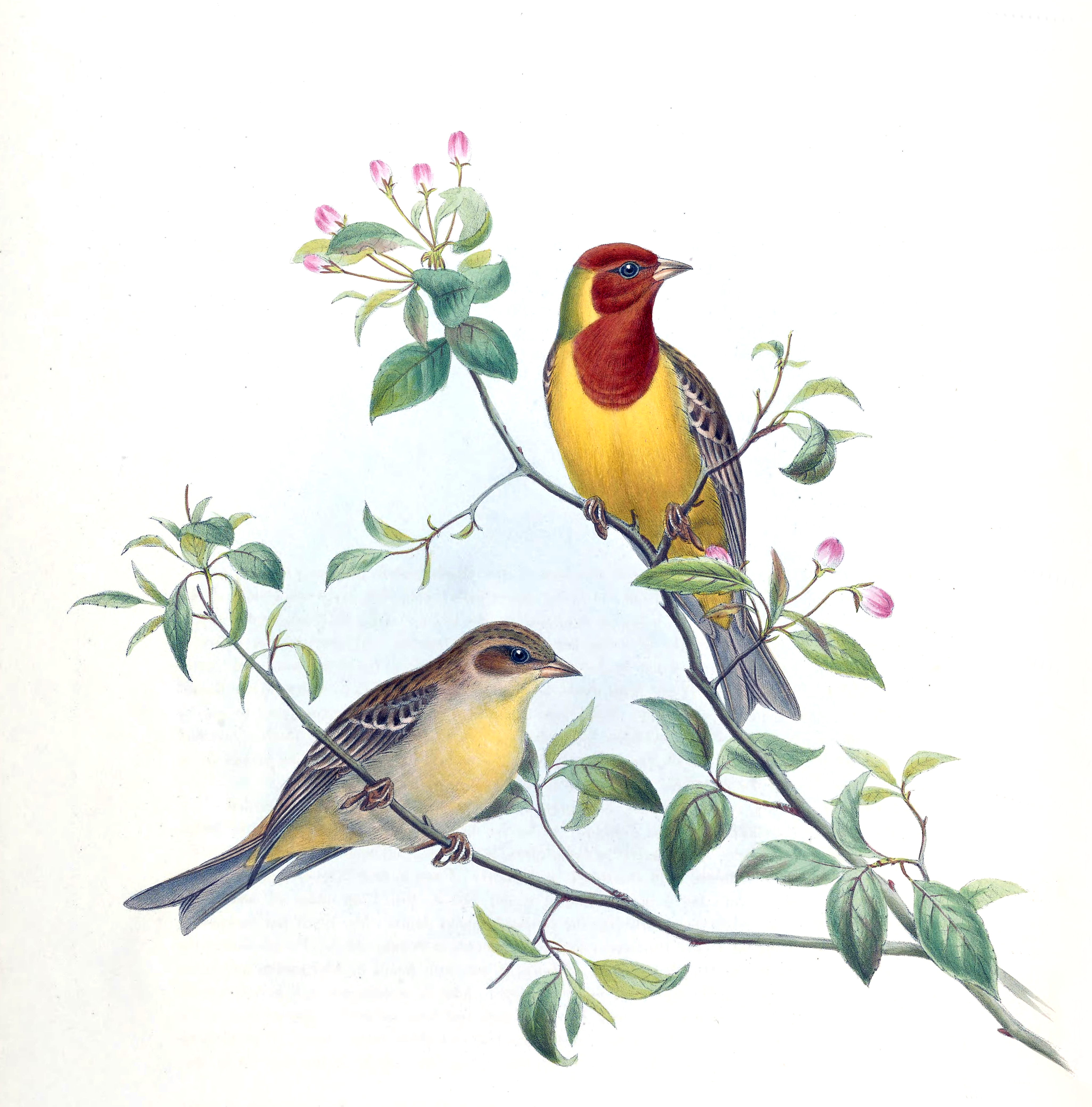
圖畫
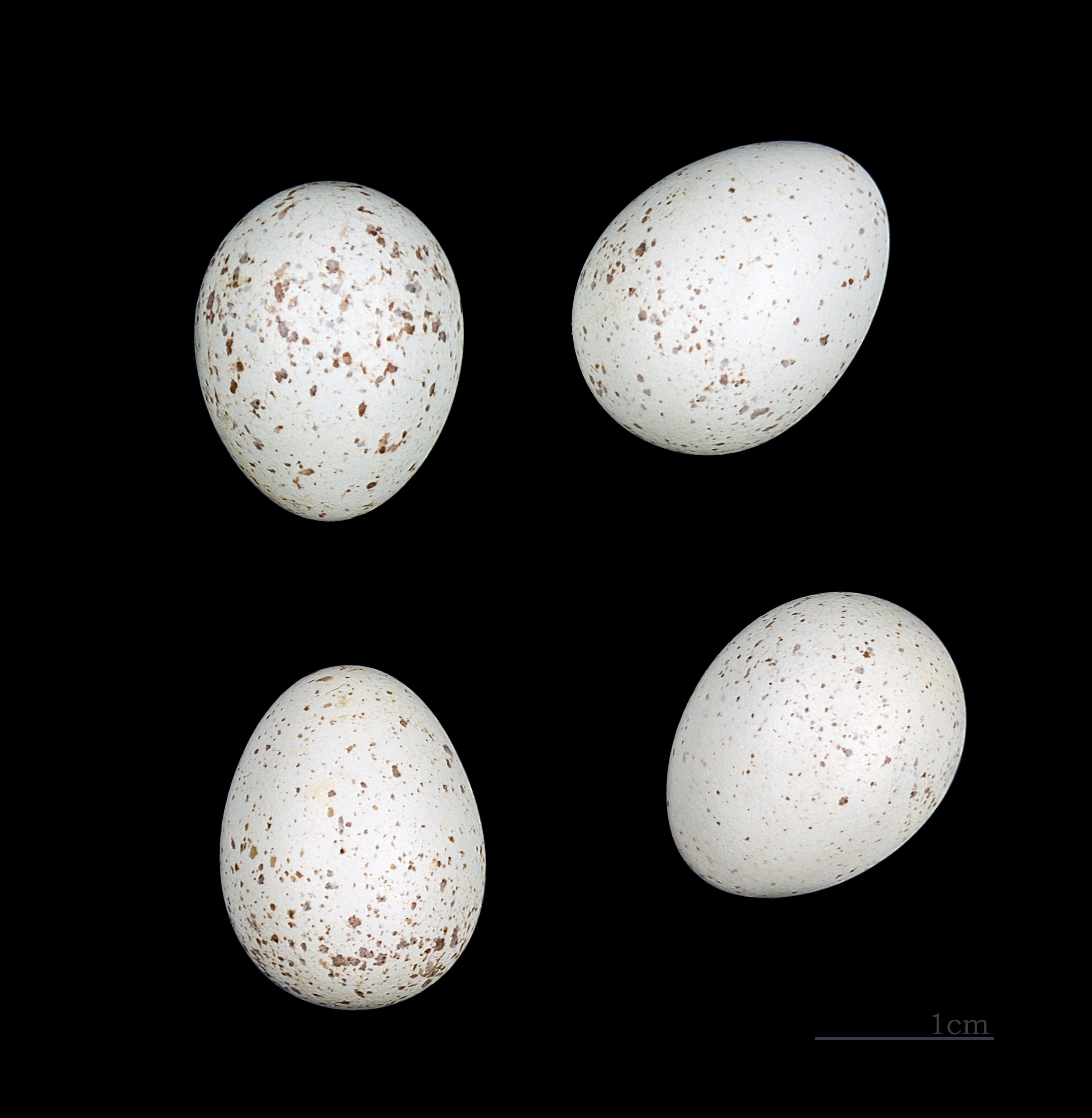
褐头鹀的蛋
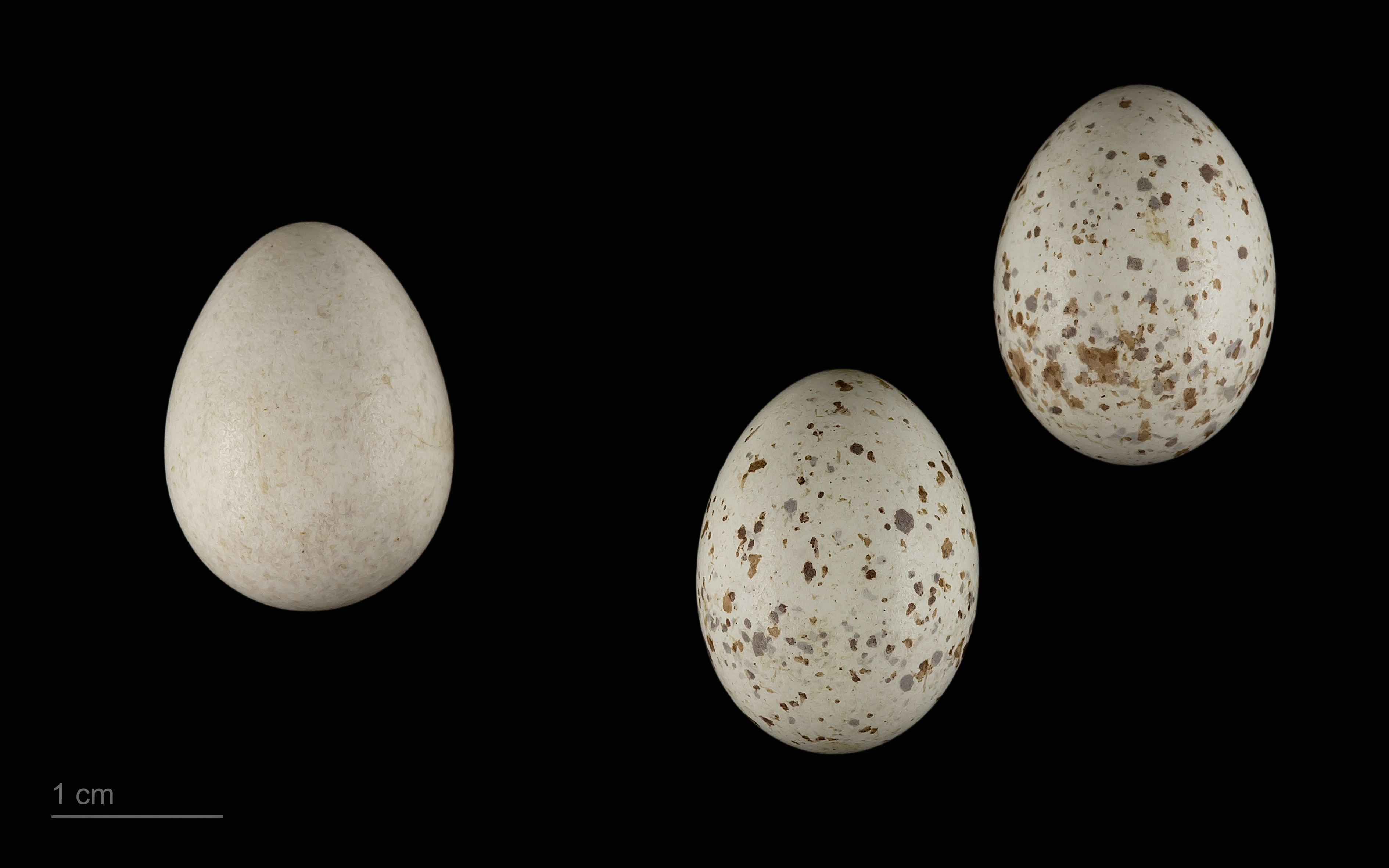
大杜鵑（Cuculus canorus）和褐头鹀的蛋